# Tullio Rotatori
Tullio Rotatori (Mondolfo, 21 dicembre 1910 – 19 aprile 1943) è stato un pallonista italiano, campione del gioco del pallone col bracciale.

## Biografia
Nacque da una famiglia che aveva il bracciale nel suo DNA: il padre Ernesto, pallonaio conosciuto anche fuori dai confini cittadini, i fratelli che, cimentandosi anche amatorialmente nel gioco, erediteranno la passione per il bracciale e l'antica arte di cucire i palloni.
Il giovane Tullio mise subito in mostra le sue grandi doti nella seconda metà degli anni venti tra i dilettanti di Mondolfo e della regione, vincendo il campionato regionale nel 1931, spiccò quindi il salto tra i professionisti dove si fece ammirare per la potenza dei suoi colpi.
Giocatore di notevole classe, si distingueva nei ruoli di battitore e di spalla per l'enorme forza che riusciva ad imprimere al pallone, e che nelle giornate di grazia lo rendevano atleta praticamente imbattibile, capace di effettuare spettacolari “volate” che entusiasmavano i tifosi.
Trasferitosi agli inizi degli anni trenta con i fratelli a Milano, tornò spesso a Mondolfo alla fine della stagione agonistica per delle esibizioni, acclamato dai suoi compaesani.
In una di queste, alla fine della partita disputata con i dilettanti locali, fu chiamato al trampolino per una serie di battute dimostrative e, con una sequenza impressionante, dapprima volò il campo di gioco, poi raggiunse il terrazzino del palazzo Roscetti posto in fondo alla rimessa, a non meno di 120 metri dal trampolino.
Professionista a Firenze, vi favorì l'inserimento nella locale compagnia dello Sferisterio delle Cascine di altri atleti sfornati dalla scuola mondolfese.
La sua carriera fu tragicamente interrotta nel momento di massima fama allo scoppio del secondo conflitto mondiale quando egli, richiamato alle armi, perì nell'affondamento della nave su cui era imbarcato il 19 aprile 1943, all'età di 32 anni.
Alla fine della guerra, in sua memoria, gli sportivi di Mondolfo posero una lapide nello sferisterio della sua Mondolfo.
Nel 1945 viene ricordato con una lapide tuttora presente presso lo sferisterio di Bologna: "Vanto del gioco del pallone fu Tullio Rotatori..."